# Lèmur mostela de Petter
El lèmur mostela de Petter (Lepilemur petteri) és un lèmur mostela que, com tots els lèmurs, és endèmic de Madagascar. És un dels lèmurs mostela més petits, amb una mida total de 49-54 cm, dels quals 22-25 cm pertanyen a la cua. És originari del sud-oest de Madagascar, on viu en boscos espinosos secs i alguns boscos de galeria.